# Рихилда Прованска
Рихилда Прованска (на френски: Richilde de Provence, Richilde d'Ardennes; * 845; † 2 юни 910) е втората съпруга на краля на западното франкско кралство и император от 875 г. Карл II Плешиви (Каролинги). Със сватбата си тя става кралица и императрица на западните франките.

## Биография
Тя е дъщеря на Бувин от Горц, 842/862 г. граф на Арден и Метц, игумен на Горц (от династията Бувиниди). Майка ѝ Рихилда от Арл е дъщеря на Бозон Стари, граф на Арл и граф в Италия (от династията Бозониди). Сестра е на Бозон I Провански, 879 г. крал на Долна Бургундия. Нейната леля е Теутберга, съпругата на крал Лотар II от Лотарингия.
Тя е конкубина на Карл II Плешиви. Омъжва се на 22 ноември 870 г. за него, след смъртта на неговата първа жена Ирментруда Орлеанска († 6 октомври 869). Той е син на Лудвиг Благочестиви и втората му съпруга Юдит. Става кралица на 12 август 875 г. Ражда пет деца, от които само едно оживява по-дълго.
След смъртта на Карл на 6 октомври 877 тя е регентка. След ранната смърт на доведения ѝ син Луи II Заекващия се опитва да подсигури брат си Бозон за трона като западнофранкски крал, но не успява. Успява обаче да го направи крал на Прованс и живее в неговото кралство до смъртта си на 2 юни 910 г.

## Деца
- Ротилда (* 871; † 928/929), ∞ 890 граф Рожер, 897 граф на Льо Ман; † 31 октомври 900)
- Дрого (* 872/873; † 873/874),
- Пипин (* 872/873; † 873/874), близнак на Дрого
- едно дете (* 23 март 875; † скоро след раждането)
- Карл (* 10 октомври 876; † 877 преди 7 април)